# Mižhirja
Mižhirja, česky též Mezihoří, dříve Volové, nebo Volovoje,ukrajinsky Міжгір'я; rusky Межгорье (Mežgorje), v překladu „Mezihoří“; maďarsky Ökörmező = „Volské pole“) je městys (ukrajinsky selyšče) v okrese Chust v Zakarpatské oblasti Ukrajiny. Městys leží v horském údolí při soutoku říčky Volovce s Rikou a má přibližně 9 600 obyvatel. V roce 2025 žilo v celé obci Mižhirja 11099 obyvatel. Do července 2020 byl správním centrem bývalého okresu Mižhirja, který byl poté začleněn do okresu Chust.
Je zde administrativní centrum územního společenství zvaného Mižhirská obecní komunita (hromada) (ukrajinsky Міжгірська селищна громада).

## Místní části
- Mižhirja
- Zaperedillja
- Stryhalňa[6]

## Název
Do roku 1953 se městys jmenoval Volové, popř. Volove Pole (ukrajinsky Волове, slovensky Volové), tento název byl zachován pouze v maďarštině.

## Historie
První písemná zmínka o městysu pochází z roku 1415. V minulosti město patřilo Rakousku-Uhersku, od jeho rozpadu v roce 1918 až do roku 1938 bylo, pod názvy Volovoje případně Volové, součástí Československa, jako nejmenší okresní sídlo tehdejší Podkarpatské Rusi. V roce 1921 zde stálo 718 domů a žilo zde 3740 obyvatel, z toho 49 Čechoslováků, 2873 Rusínů, 34 Maďarů a 763 Židů. Za první československé republiky byl v městysu obecní notariát, četnická stanice a poštovní úřad. Od 15. dubna 1939 byl městys součástí samostatného státu Karpatská Ukrajina; za několik dní pak bylo Zakarpatí obsazeno maďarskými vojsky.
V roce 1944 byl městys s okolím přičleněno k Ukrajinské SSR na základě zfalšovaného referenda, které probíhalo pod dohledem sovětských vojsk.
Roku 1953 bylo k městysu připojeno několik okolních vesnic a podle jedné z nich byl název celku změněn na Mežhorje/Mežgorje/Mižhirju, také z důvodu lepšího odlišení od nedalekého městečka Volovec.
Do července 2020 byl správním centrem bývalého okresu Mižhirja, který byl poté začleněn do okresu Chust.

## Rodáci
- Štěpán Bunzák (1918–2004), generálmajor československé armády[8]
- Vasil Grendža-Donský (1897–1974), ukrajinský překladatel a spisovatel

## Galerie

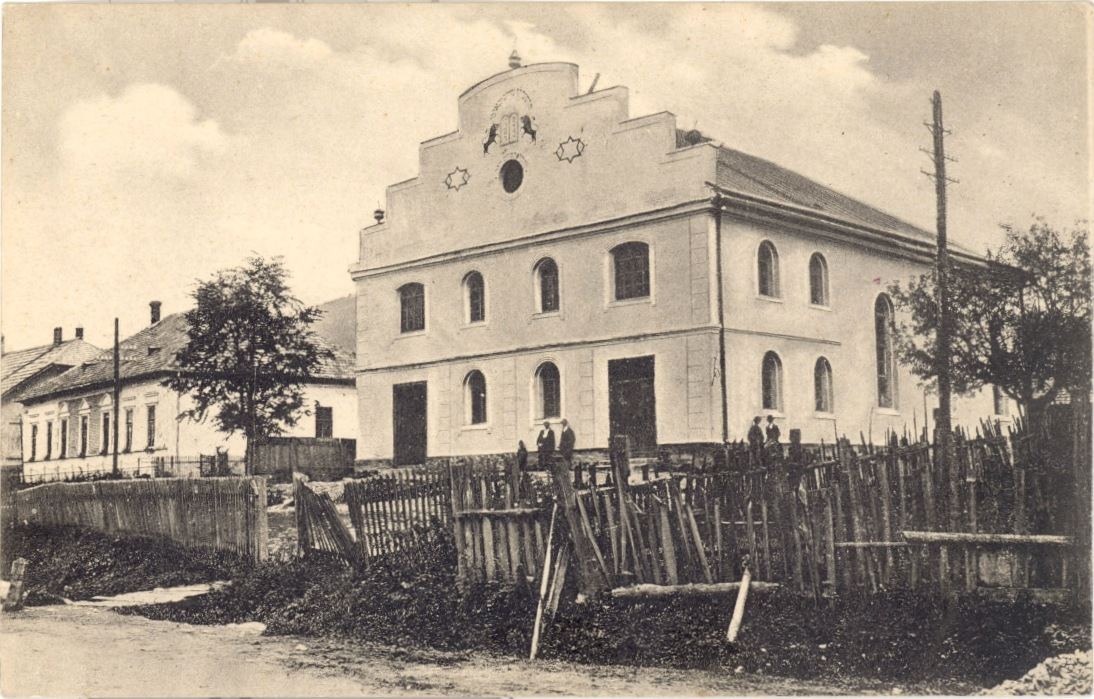
Synagoga
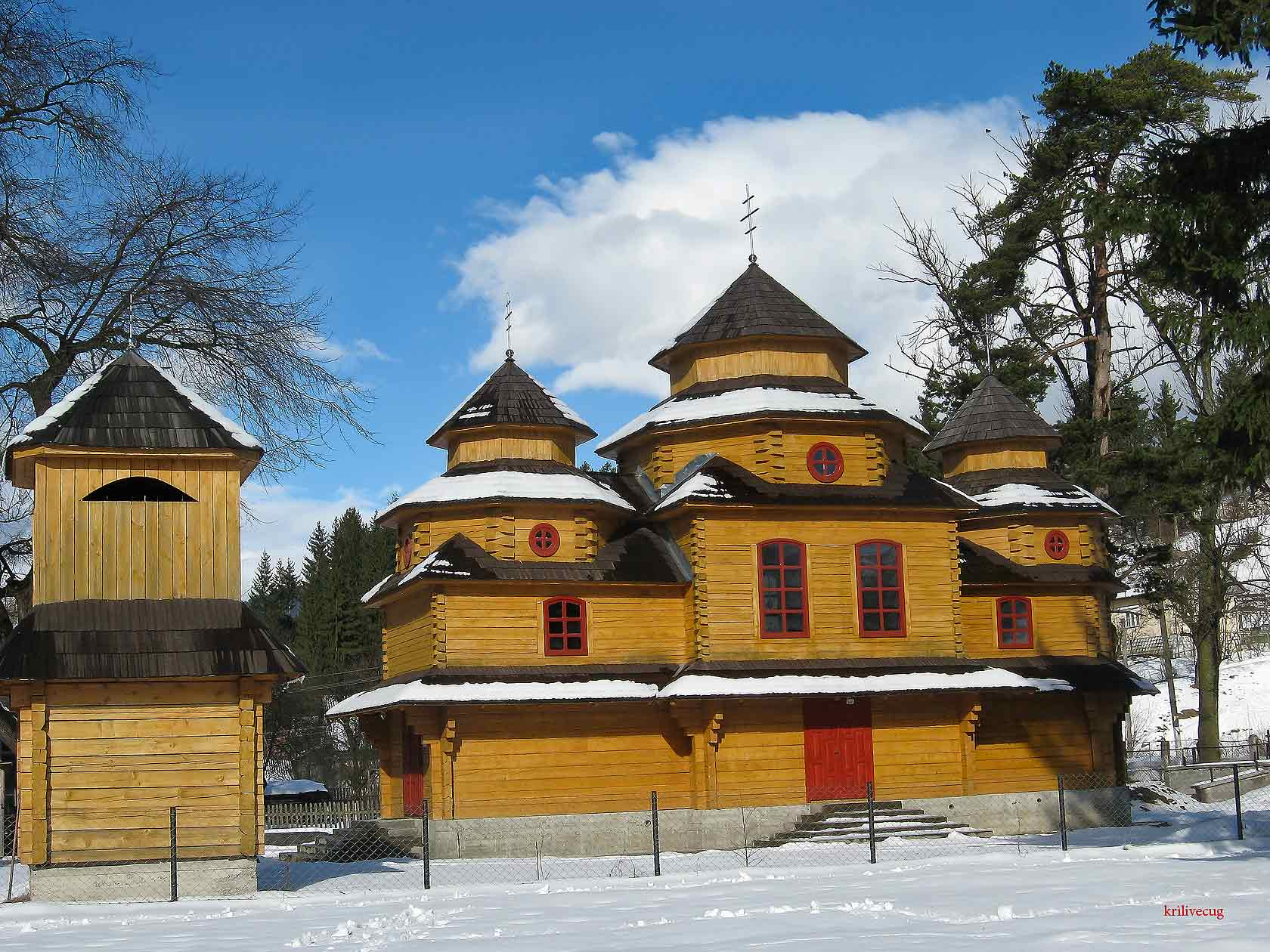
Dřevěný kostel